# 2542 Calpurnia
2542 Calpurnia è un asteroide della fascia principale del diametro medio di circa 27,61 km. Scoperto nel 1980, presenta un'orbita caratterizzata da un semiasse maggiore pari a 3,1316305 UA e da un'eccentricità di 0,0727964, inclinata di 4,63131° rispetto all'eclittica.